# Stoidis
Stoidis là một chi nhện trong họ Salticidae.